# Holston River
Holston River er en 219 km lang amerikansk flod, der løber i Tennessee fra Kingsport til Knoxville. Den udgør sammen med sine tre store grene (North Fork, Middle Fork og South Fork) et flodsystem, der afvander meget af det nordøstlige Tennessee, det sydvestlige Virginia og det nordvestlige North Carolina. Holstons sammenløb med French Broad River i Knoxville udgør begyndelsen af Tennesseefloden.
North Fork løber 222 km sydvest fra Sharon Springs i Bland County (Virginia). Middle Fork strømmer 91 km fra nær den vestlige grænse af Wythe County (Virginia) for at løbe ud i South Fork i Washington County (Virginia) sydøst for Abingdon. South Fork udspringer nær Sugar Grove i Smyth County og strømmer 180 km mod sydvest for at mødes med North Fork ved Kingsport. Bifloden Watauga River til South Fork af Holston løber 126,3 km mod vest fra Watauga County (North Carolina).